# Лага, Март Эрихович
Март Э́рихович Лага (15 мая 1936, Тарту, Эстонская Республика — 27 ноября 1977) — советский баскетболист, чемпион Европы. Мастер спорта СССР (1956).

## Карьера
С 1952 по 1963 год выступал за команды УСК, ЦСКА и «Калев».
Дважды играл за сборную СССР на чемпионатах Европы: в 1955 провёл 10 матчей на турнире и стал обладателем бронзовой медали, в 1957 вновь сыграл все 10 матчей и завоевал золото.